# Pius XI.

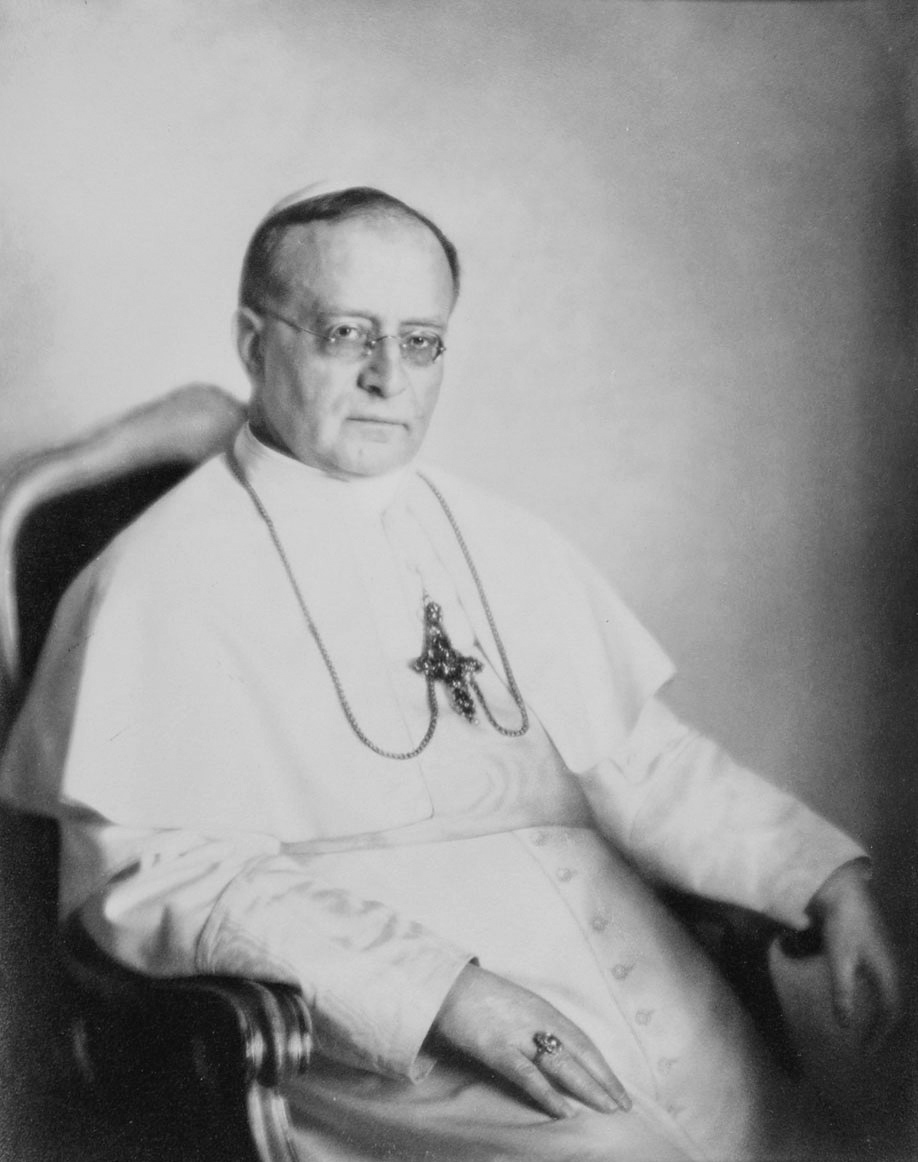
Pius XI., fotografiert von Nicola Perscheid, ca. 1922

Pius XI. (* 31. Mai 1857 in Desio, Lombardei, Kaisertum Österreich; † 10. Februar 1939 in Rom; bürgerlicher Name Achille Ambrogio Damiano Ratti) war von 1922 bis 1939 der 259. Papst. Pius XI. widmete sich nach Leo XIII. der Soziallehre und prägte diesen Begriff. In der Enzyklika Quadragesimo anno widmete er sich der Frage der Sozialbindung des Eigentums.

## Leben

### Bis zum Pontifikat
Achille Ratti war der Sohn des Besitzers einer Seidenfabrik, Francesco Antonio Ratti (1823–1881), und seiner Frau Teresa, geborene Galli-Cova (1832–1918). Er hatte fünf Geschwister.
Der Theologe Ratti studierte seit seinem zehnten Lebensjahr im Erzbischöflichen Seminar von Mailand und wurde von dem damaligen Erzbischof Luigi Nazari di Calabiana gefördert. Er wurde am 20. Dezember 1879 zum Priester geweiht und als dreifach promovierter Gelehrter (Dr. jur., Dr. theol. und Dr. phil.) 1882 zum Professor am Priesterseminar in Mailand berufen. 1888 wurde er Bibliothekar an der Biblioteca Ambrosiana in Mailand und im Jahr 1907 deren Präfekt.
Trotz seiner Beschäftigung als Bibliothekar war Ratti alles andere als ein Stubenhocker. Während seiner gesamten Zeit in Mailand war er ein aktiver Bergsteiger und unternahm zwischen 1885 und 1913 gut zwanzig große Touren; er stand unter anderem auf dem Mont Blanc, dem Matterhorn und der Dufourspitze. Letztere bestieg er im Juli 1889 auf der Route über die Ostflanke, die 1872 erstmals begangen worden war und zuvor als unbewältigbar galt. Er gehörte zur ersten italienischen Seilschaft, die den 4634 Meter hohen Berggipfel bezwang. Sie waren auch die ersten, die die Überquerung von Macugnaga nach Zermatt über das Zumsteinjoch bewältigten. Nach der Besteigung der Dufourspitze verbrachte er mit seinen Gefährten die Nacht auf dem Gipfel. Ratti verfasste eine nicht unbedeutende Zahl alpinistischer Schriften.

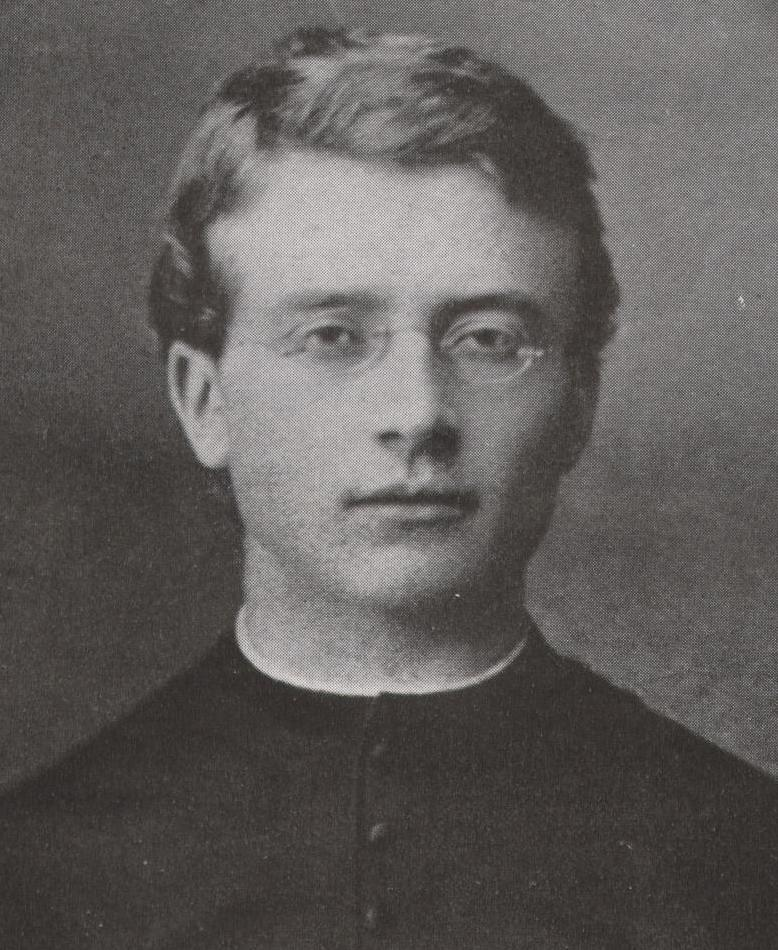
Der junge Ratti als frischgeweihter Priester.
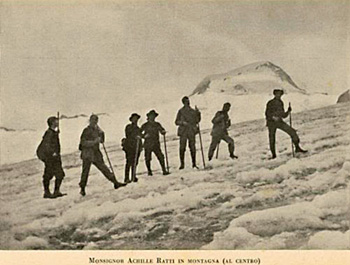
Ratti (Mitte) um 1900 auf einer Alpentour.
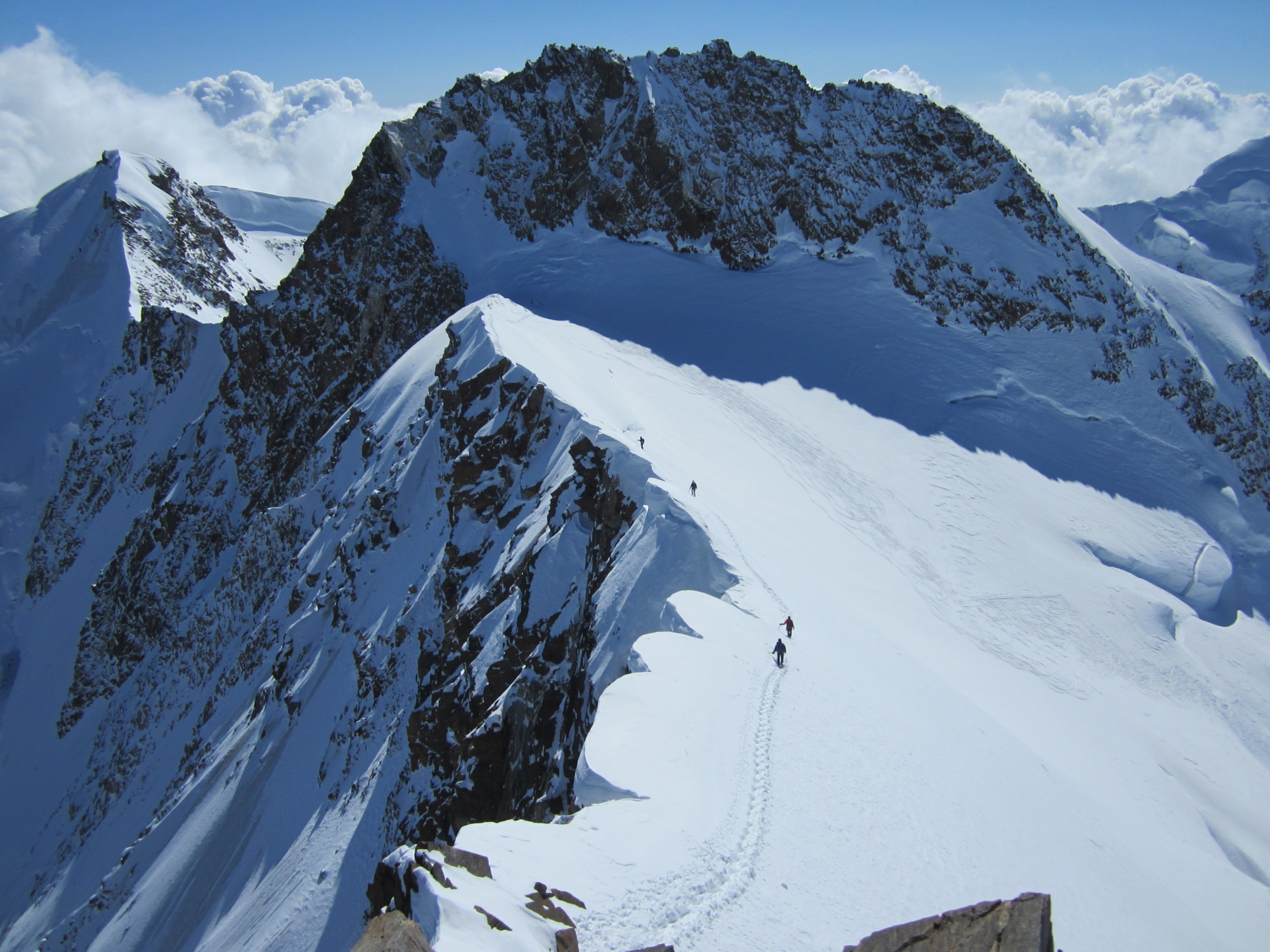
Dufourspitze (Felsmassiv in der Mitte), Zumsteinspitze (im Hintergrund links)

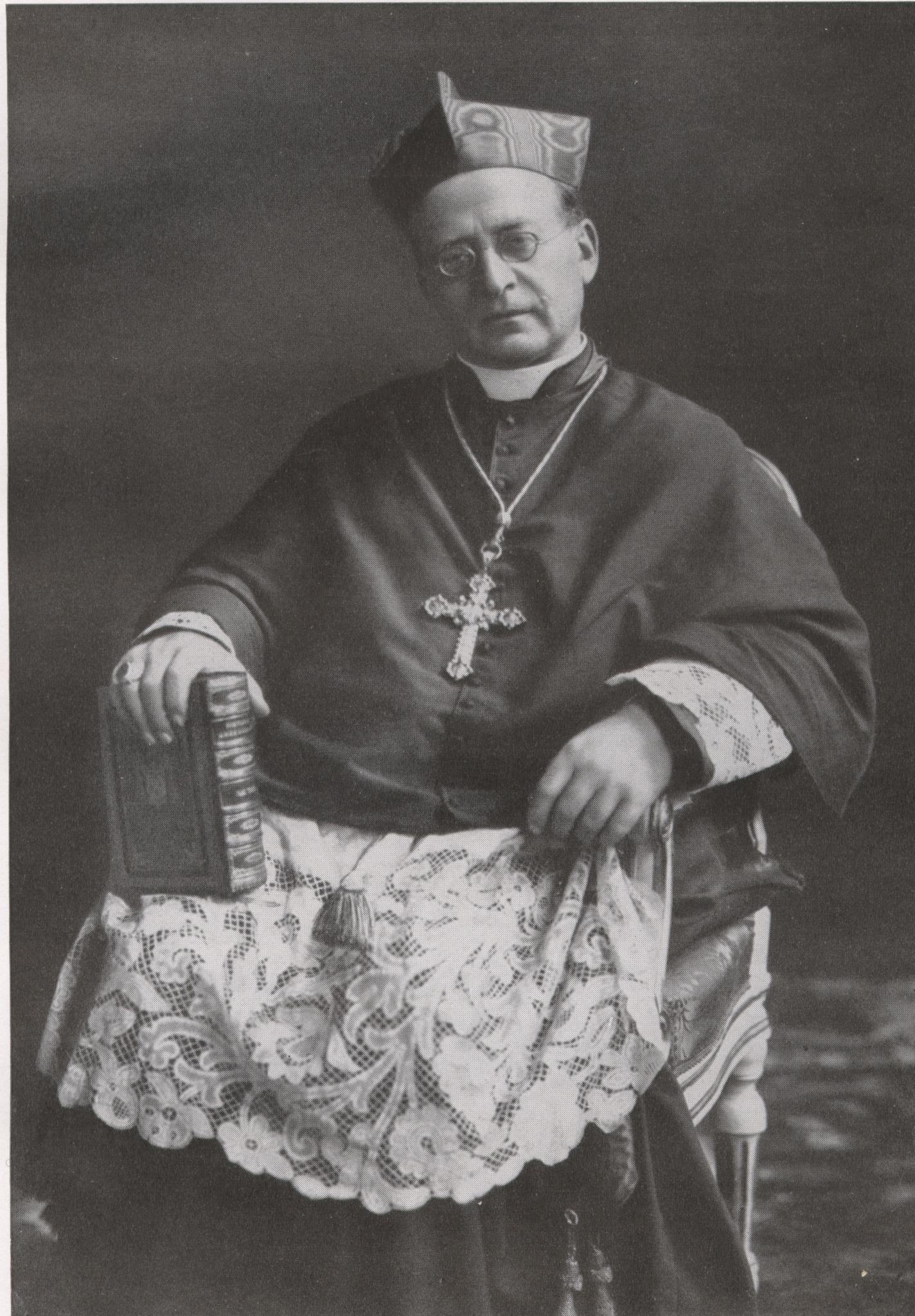
Achille Ratti als Kardinal, 1921

1911 wurde der Gelehrte von Papst Pius X. nach Rom berufen. Dort wurde er im Februar 1912 Vizepräfekt und am 1. September 1914 Präfekt der Vatikanischen Bibliothek.

Wappen von Kardinal Ratti

Im Frühjahr 1918 ernannte ihn Papst Benedikt XV. (trotz fehlender diplomatischer Erfahrung) auf Initiative des Münchener Nuntius’ Eugenio Pacelli zum Apostolischen Visitator im Regentschaftskönigreich Polen, anschließend 1919 zum Apostolischen Nuntius in Warschau und Titularerzbischof von Naupactus. Seine Bischofsweihe erhielt er in Warschau durch den Erzbischof von Warschau, Aleksander Kakowski; Mitkonsekratoren waren Józef Sebastian Pelczar, Bischof von Przemyśl, und Stanisław Kazimierz Zdzitowiecki, Bischof von Włocławek. Als einziger akkreditierter Diplomat blieb der Nuntius in der polnischen Hauptstadt während der drohenden Belagerung durch die Rote Armee im Polnisch-Sowjetischen Krieg. Er gewann dadurch große Achtung unter Diplomaten und die Liebe der Polen. 1920 wurde Ratti zusätzlich päpstlicher Kommissar für die Abstimmungsgebiete Oberschlesien, Ostpreußen und Westpreußen. In dieser Funktion verärgerte seine Objektivität sowohl die deutsche als auch die polnische Seite, so dass er im Juni 1921 abberufen wurde, um Erzbischof von Mailand und kurz darauf Kardinal mit der Titelkirche Santi Silvestro e Martino ai Monti zu werden. Im Konsistorium vom 3. Juni 1921 kreierte Benedikt XV. drei neue Kardinäle, darunter Ratti. Benedikt sagte ihnen: „Nun, heute habe ich euch den roten Pileolus gegeben, aber bald wird er für einen von euch weiß sein.“

### Konklave

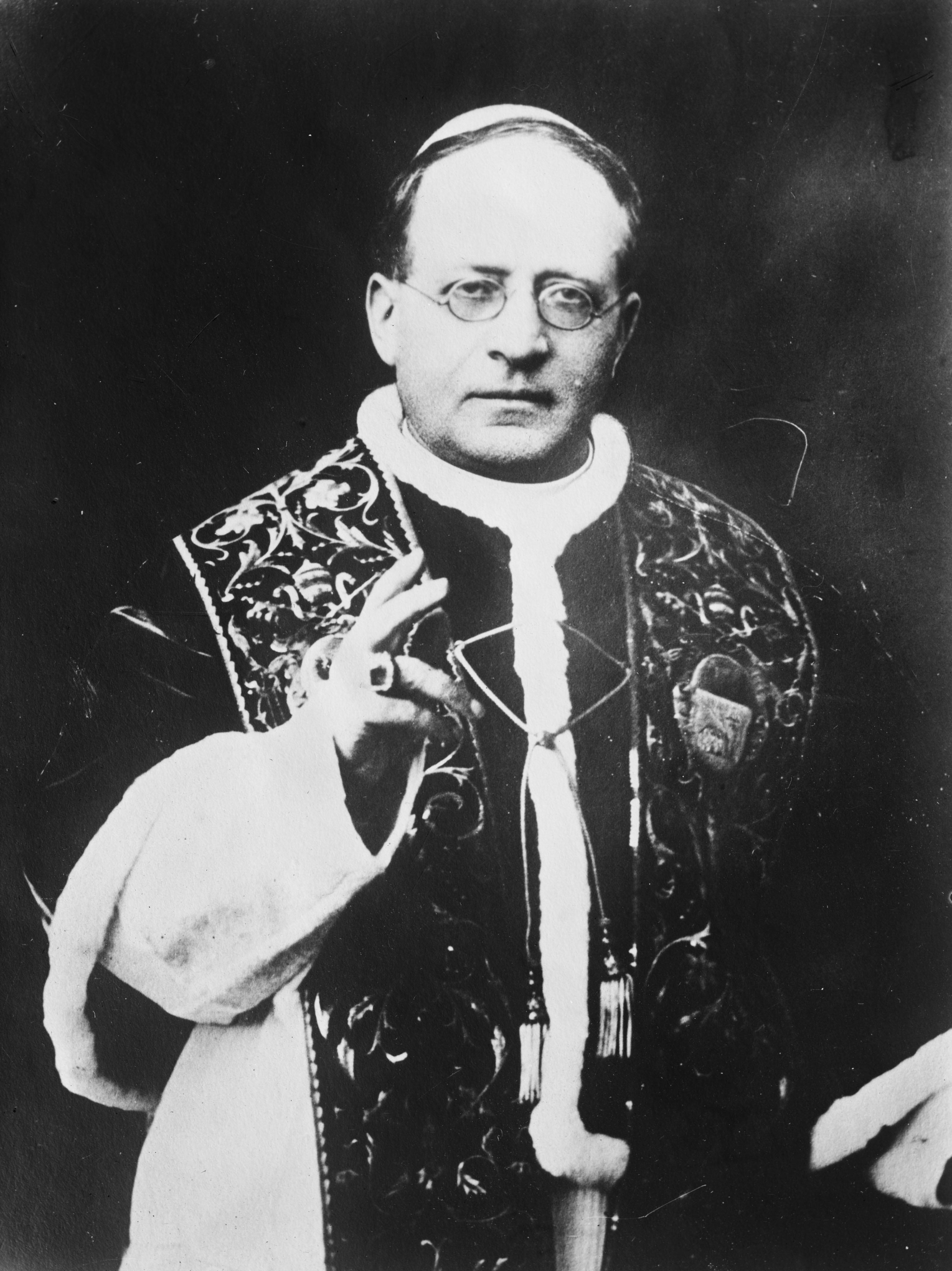
Pius XI. am Beginn seines Pontifikates

Nach dem überraschenden Tod Papst Benedikts XV. bereits ein halbes Jahr später wurde der Mailänder Kardinal am 6. Februar 1922 nach viertägigem Konklave im 14. Wahlgang zum Papst gewählt und am 12. Februar 1922 gekrönt. Im Konklave hatten sich, wie so oft im Kardinalskollegium in der jüngeren Papstgeschichte, fromme Eiferer („zelanti“, insbesondere Merry del Val) und eher diplomatische „Politiker“ („politicanti“, insbesondere Pietro Gasparri) gegenüber gestanden. Durch Indiskretionen hat die Kirchengeschichtsforschung von diesem Konklave genaue Aufzeichnungen zur Verfügung, wie auch über das Konklave von 1914. Im ersten Wahlgang am 3. Februar 1922, in dem Ratti überraschend bereits fünf Stimmen erhielt, hatten del Val 12, der als Modernisierer betrachtete Kardinal Pietro Maffi 10, Gasparri 8 und der dem konservativen Lager zugerechnete Patriarch von Venedig, Kardinal Pietro La Fontaine 4 Stimmen erhalten. Am zweiten Tag des Konklaves gingen die Anhänger der am ersten Tag führenden Kandidaten zu anderen Vertretern ihrer Richtung über. Die meisten Stimmen konnte jetzt La Fontaine auf sich vereinen, während die Anhänger Gasparris sich allmählich Ratti zuneigten. Aus dem Kreis um del Val wurde dann ein Angebot an Ratti gerichtet, seiner Wahl zuzustimmen, wenn er verspräche, Gasparri nicht im Amt des Kardinalstaatssekretärs zu belassen. Ratti lehnte ab und erklärte, im Falle seiner Wahl an Gasparri festzuhalten. Trotzdem war seine Kandidatur nicht mehr aufzuhalten und er wurde schließlich mit 42 von 53 Stimmen gewählt.

### Pontifikat

Wappen Pius’ XI.

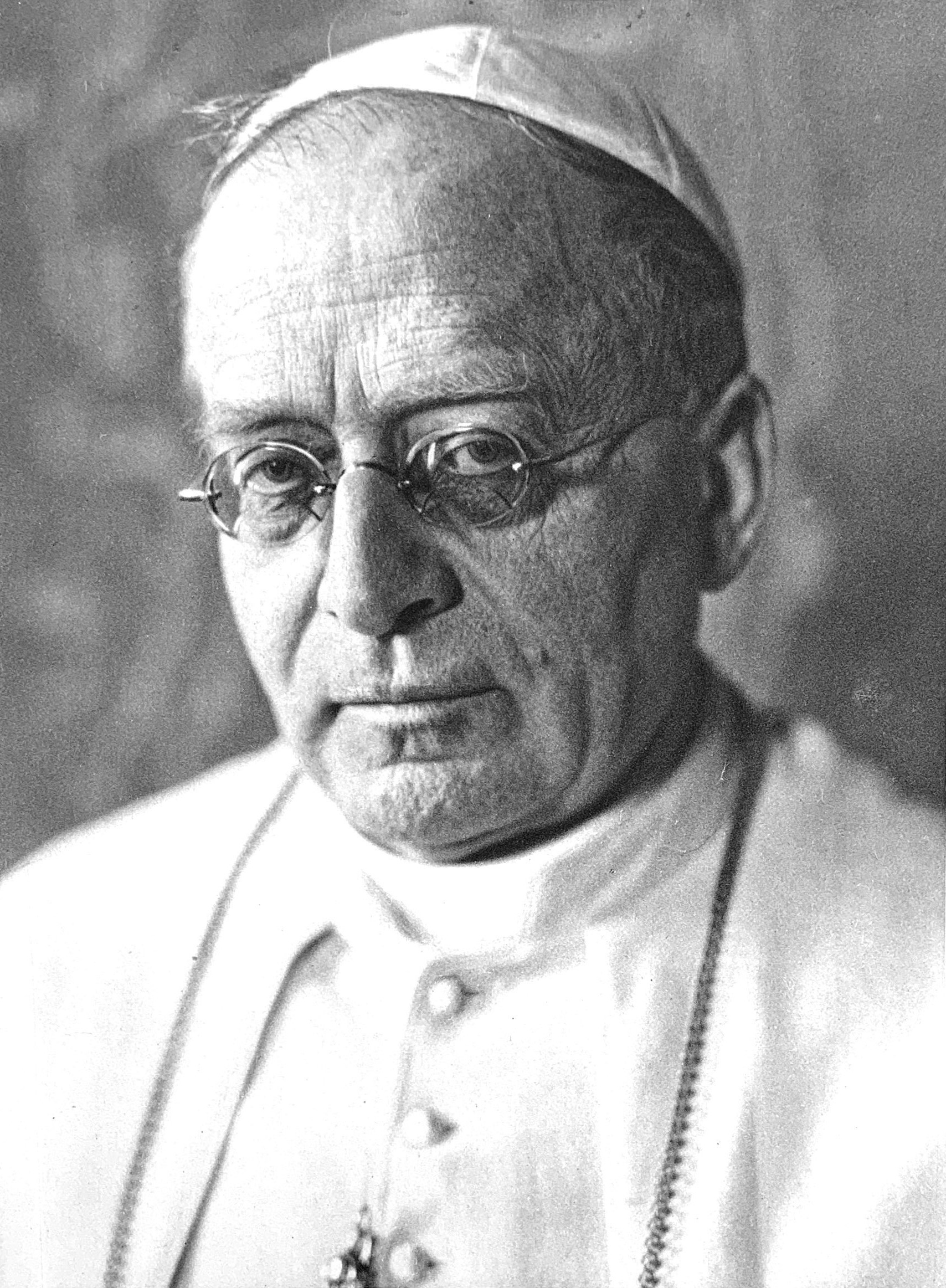
Pius XI. 1930

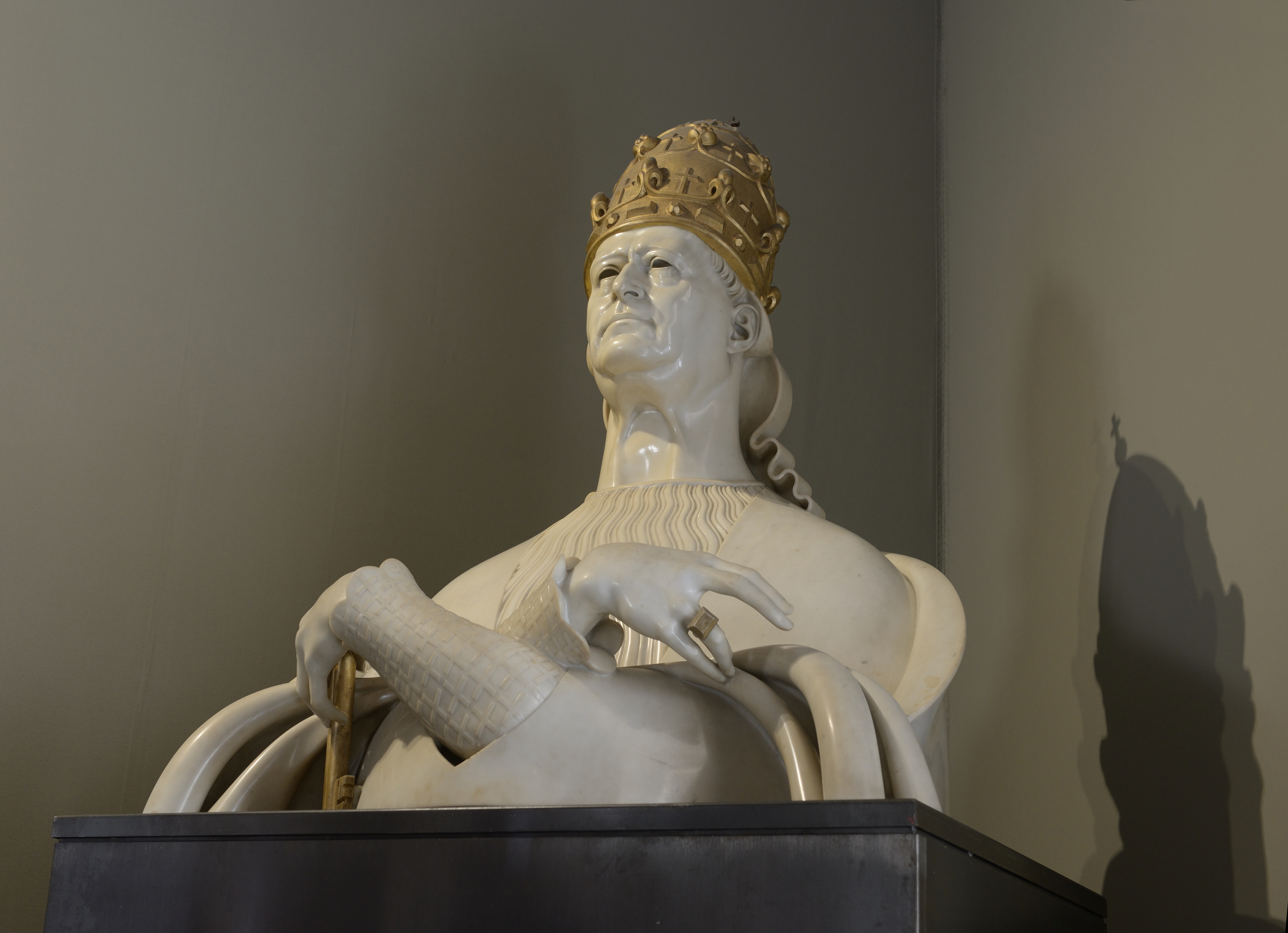
Büste von Adolfo Wildt, Vatikanische Museen

Mit seiner Antrittsenzyklika Ubi arcano Dei vom 23. Dezember 1922 verkündete der neue Papst sein Programm: pax christi in regno christi, der Friede Christi im Reich Christi. Er machte sich ausdrücklich die pastoralen und politischen Anliegen seiner beiden Vorgänger zu eigen (siehe Antimodernisteneid), verurteilte den „sozialen Modernismus“ und entwickelte positive Leitlinien für eine friedfertige Gesellschaftsordnung auf dem Fundament der katholischen Religion.
Pius XI. suchte einen Modus Vivendi mit Mussolini und Hitler. Bei seinen Verhandlungen waren ihm „Stellung und Besitz seiner Kirche ein besonderes Anliegen“. Beim Einsatz für Menschenrechte war er gegenüber den irdischen Machthabern oft in einem Dilemma: „Es war ein Abwägen von voraussichtlichem Nutzen und Schaden; eine ideale Lösung gab es nicht, es ging eher um die Wahl des ‚kleineren Übels‘.“
Unter Pius XI. gelang die Lösung der „Römischen Frage“ nach der Souveränität des Kirchenstaates. Am 11. Februar 1929 schloss er mit Benito Mussolini die Lateranverträge, durch welche die Vatikanstadt die Unabhängigkeit erlangte. Außerdem wurde in den Lateranverträgen der Katholizismus zur Staatsreligion erklärt (bis 1984), Religionsunterricht obligatorisch und antikirchliche Propaganda sowie die Anstellung abtrünniger Kleriker im öffentlichen Dienst Italiens verboten. Die Verhandlungen zu den Lateranverträgen gestalteten sich nicht einfach, oft drohte ein Scheitern. Immer wieder griff Pius XI. persönlich ein. Der passionierte Bergsteiger erklärte seinen Mitarbeitern: „Gratwanderungen dürfen uns nicht erschrecken.“ Als sich die Beziehungen zur faschistischen Regierung zunehmend verschlechterten, führte dies 1931 zur Veröffentlichung der Enzyklika Non abbiamo bisogno.
Insgesamt verfasste er 30 Enzykliken, unter anderem die Erziehungsenzyklika Divini illius magistri (1929), in der er Sexualerziehung und Koedukation als gefährlich bezeichnete und katholischen Religionsunterricht und katholische Schulen forderte. In der Sozialenzyklika Quadragesimo anno (1931) forderte er, beeinflusst vor allem von Gustav Gundlach und Oswald von Nell-Breuning SJ, zur allgemeinen sozialen Anwendung des Subsidiaritätsprinzips auf.
Unter den zahlreichen von ihm abgeschlossenen Konkordaten gelten die Lateranverträge und das Reichskonkordat mit dem Deutschen Reich (10. September 1933) als die bedeutendsten. Für Hitler war der Abschluss dieses Konkordats vorerst ein Erfolg, denn er erschien somit als „vertragswürdig“. Sobald die nationalsozialistische Regierung aber das im Konkordat Vereinbarte nicht einhielt, ging dieser Anschein von „Vertragswürdigkeit“ wieder verloren. In seiner Enzyklika von 1937 kritisierte Pius XI. genau diese Vertragsbrüche. Eine solche Kritik wäre ohne einen davor abgeschlossenen Vertrag nicht möglich gewesen. Somit war diese Enzyklika eine öffentliche Warnung davor, mit Hitlers Vertragstreue zu rechnen, und somit indirekt auch eine Warnung vor der bis zum Ausbruch des Zweiten Weltkriegs gegenüber Hitler praktizierten Appeasement-Politik.
Die 1937 erschienene Enzyklika Mit brennender Sorge (lat. Ardente cura) verurteilte die nationalsozialistische Ideologie und Konkordatsbrüche. Die Verfolgung der Juden und anderer Minderheiten wird darin jedoch nicht angesprochen, obwohl Edith Stein ihn bereits früh darauf hingewiesen hatte. Oft wird ihm und auch seinem Nachfolger Pius XII. vorgeworfen, sich nicht deutlicher gegen den Nationalsozialismus und insbesondere gegen die Judenverfolgung gewandt zu haben.
In der Enzyklika heißt es unter anderem:

„Wer die Rasse, oder das Volk, oder den Staat, oder die Staatsform, die Träger der Staatsgewalt oder andere Grundwerte menschlicher Gemeinschaftsgestaltung – die innerhalb der irdischen Ordnung einen wesentlichen und ehrengebietenden Platz behaupten – aus dieser ihrer irdischen Wertskala herauslöst, sie zur höchsten Norm aller, auch der religiösen Werte macht und sie mit Götzenkult vergöttert, der verkehrt und fälscht die gottgeschaffene und gottbefohlene Ordnung der Dinge. Ein solcher ist weit von wahrem Gottesglauben und einer solchem Glauben entsprechenden Lebensauffassung entfernt.“

Ging diese Enzyklika vor allem auf den Bruch des Reichskonkordats durch die Nationalsozialisten ein, sollte in der danach geplanten Enzyklika Humani generis unitas („Die Einheit des Menschengeschlechts“; teilweise auch als Societatis Unio zitiert) direkt die nationalsozialistische Rassenideologie verurteilt werden. In einer Ansprache im September 1938 sagte er zu belgischen Pilgern zu Tränen gerührt, dass „kein Christ irgendeine Beziehung zum Antisemitismus haben darf“.
Mit dem Entwurf der Enzyklika beauftragte Pius XI. im Juni 1938 den US-amerikanischen Jesuitenpater John LaFarge. Ende September 1938 übergab LaFarge SJ den Entwurf Jesuitengeneral Wladimir Ledóchowski. Es kam allerdings nicht zur Veröffentlichung der Enzyklika, da die Arbeiten an dem Text nicht zu Lebzeiten des Papstes abgeschlossen wurden. Weil die Auswirkungen einer Veröffentlichung ungewiss waren, wollte der Jesuitengeneral den Entwurf erst umfassend begutachten lassen. Der Freiburger Theologe Klaus Kühlwein widerspricht in einem Artikel in der Neue Zürcher Zeitung dieser Darstellung. Der Jesuitenobere Ledóchowski und Kardinalstaatssekretär Pacelli hätten bewusst die Übergabe des Textes an den Papst verzögert.
Zudem wollte Pius XI. am 11. Februar 1939, dem Zehnjahrestag der Lateranverträge, die Leugnung der nationalsozialistischen Judenverfolgung in der italienischen Presse und die italienischen Rassengesetze vom Juli 1938 als Bruch der Lateranverträge anprangern. Als Pius XI. einen Tag zuvor, am 10. Februar 1939 starb, ließ Pacelli entsprechend seiner Aufgabe als Camerlengo die schon gedruckten Exemplare der geplanten Papstrede vernichten. Er wollte den Konfrontationskurs vermeiden, um das Konkordat nicht zu gefährden und Mussolini als Vermittler gegenüber Hitler zu behalten. Den Entwurf der Enzyklika gegen Rassismus und Antisemitismus nahm Pacelli unter Verschluss.
Seine Enzyklika Divini redemptoris wurde 1937 veröffentlicht. Sie prangerte den Kommunismus sehr viel deutlicher an als den Nationalsozialismus und ergriff angesichts der Kirchenverfolgung auch Partei gegen die „Gräuel des Kommunismus in Spanien“. Allerdings wird Pius XI. seit der Öffnung der vatikanischen Archive für die Zeit seines Pontifikats im Herbst 2006 nach Forschungen des Historikers Vincente Cárcel Ortí „eine Distanz (…), wenn nicht gar Opposition des Papstes gegen den Generalísimo“ zugeschrieben. Es sei jedenfalls „falsch (…), den Ratti-Papst als Verbündeten Francos hinzustellen“. Der Kirchenhistoriker Hubert Wolf stellte 2011 in seinem Beitrag in der Frankfurter Allgemeinen Zeitung die Haltung Pius’ XI. zum Franco-Regime erneut dar. Danach legitimierte Pius XI. in seiner Rede in Castel Gandolfo (September 1936) Francos Militärputsch, indem er Formulierungen verwandte, die in das Sprachspiel der klassischen Lehre vom gerechten Krieg gehörten.
Pius XI. nahm 300 Selig- und 33 Heiligsprechungen vor, unter anderem kanonisierte er Albertus Magnus, Thomas Morus, Petrus Canisius, Konrad von Parzham, Maria Magdalena Postel und Don Bosco. Hervorzuheben ist seine starke Verehrung der Hl. Thérèse Martin „vom Kinde Jesu“; er unterstützte den Bau der großen Basilika in Lisieux. 1925 fand unter Pius zudem das erste Heilige Jahr des 20. Jahrhunderts statt. Pius XI. führte auch das Christkönigsfest ein. Den heiligen Bernhard von Menthon, Gründer des Hospizes auf dem Grossen St. Bernhard, einer der ersten Einrichtungen zur Rettung aus Bergnot, bestimmte Pius XI. 1923 zum Patron der Bergsteiger und Alpenbewohner. Die Augustiner-Chorherren des Hospizes, die allesamt über hohe alpinistische Befähigungen verfügten, betraute er mit einer äußerst schwierigen Aufgabe — der katholischen Mission auf dem „Dach der Welt“, in Tibet.

### Krankheit und Tod
Pius XI. war 65 Jahre alt, als er 1922 sein Pontifikat antrat. Sein Biograph schildert ihn als gesunden Menschen, der die ersten fünfzehn Jahre seiner Regierung nicht einen einzigen Tag das Bett gehütet habe. Als der 80-jährige Bischof von Foligno, Stefano Corbini, den Papst in einer Audienz bat, ihn von der Leitung der Diözese zu entlasten, da ihm die Jahre schon stark zusetzten, erwiderte ihm der gleichaltrige Papst: „Wir spüren die Jahre nicht!“
Doch am 5. Dezember 1936 hatte der Osservatore Romano erstmals von einer Krankheit des Papstes berichtet, der auf ärztlichen Rat in seinen Gemächern ausruhe, „da das Alter, die Müdigkeit und die Sorgen der letzten Wochen seine Körperkräfte geschwächt haben.“ Die ärztlichen Untersuchungen wiesen auf eine ernsthafte Herzerkrankung hin. Die Prognose war bestenfalls ungewiss. Erst nach Monaten besserte sich sein Gesundheitszustand. Ab März 1937 konnte er wieder regelmäßig die Messe am Altar zelebrieren. Am Osterfest desselben Jahres nahm er an dem öffentlich zelebrierten Hochamt vom Thron aus teil und spendete der Menge den Segen Urbi et Orbi. Im Dezember 1937 nahm der 80-Jährige im letzten Konsistorium seines Pontifikats weitere Kardinäle in das Kollegium auf.
Zu Beginn des Jahres 1939 verschlechterte sich der Zustand des Papstes zusehends. Ab dem 5. Februar 1939 litt der Patient zudem unter schwerer Atemnot. Am 9. Februar war das unmittelbar bevorstehende Ableben des Papstes offensichtlich. Mit seinem nächsten Umfeld betete er noch einmal den Rosenkranz, segnete die ganze christliche Familie und betete mit den Anwesenden: Meine Seele scheide im Frieden mit euch! In der Nacht zum 10. Februar befiel den Papst ein hohes Fieber und er verstarb noch in den frühen Morgenstunden.
Pius der XI. wurde, wie er es testamentarisch verfügt hatte, in den Vatikanischen Grotten neben Pius X. beigesetzt.

### Grablegung

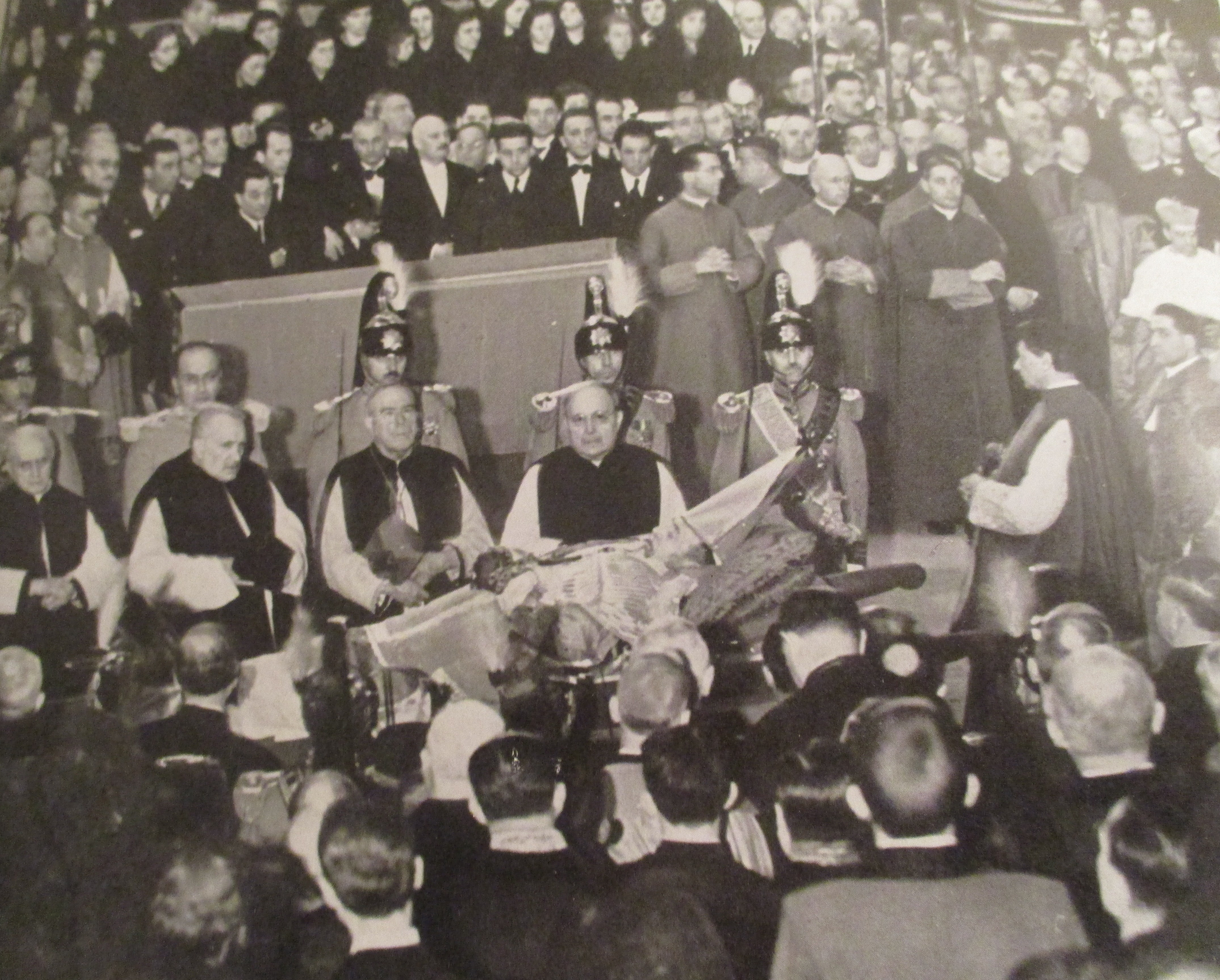
Trauerfeier

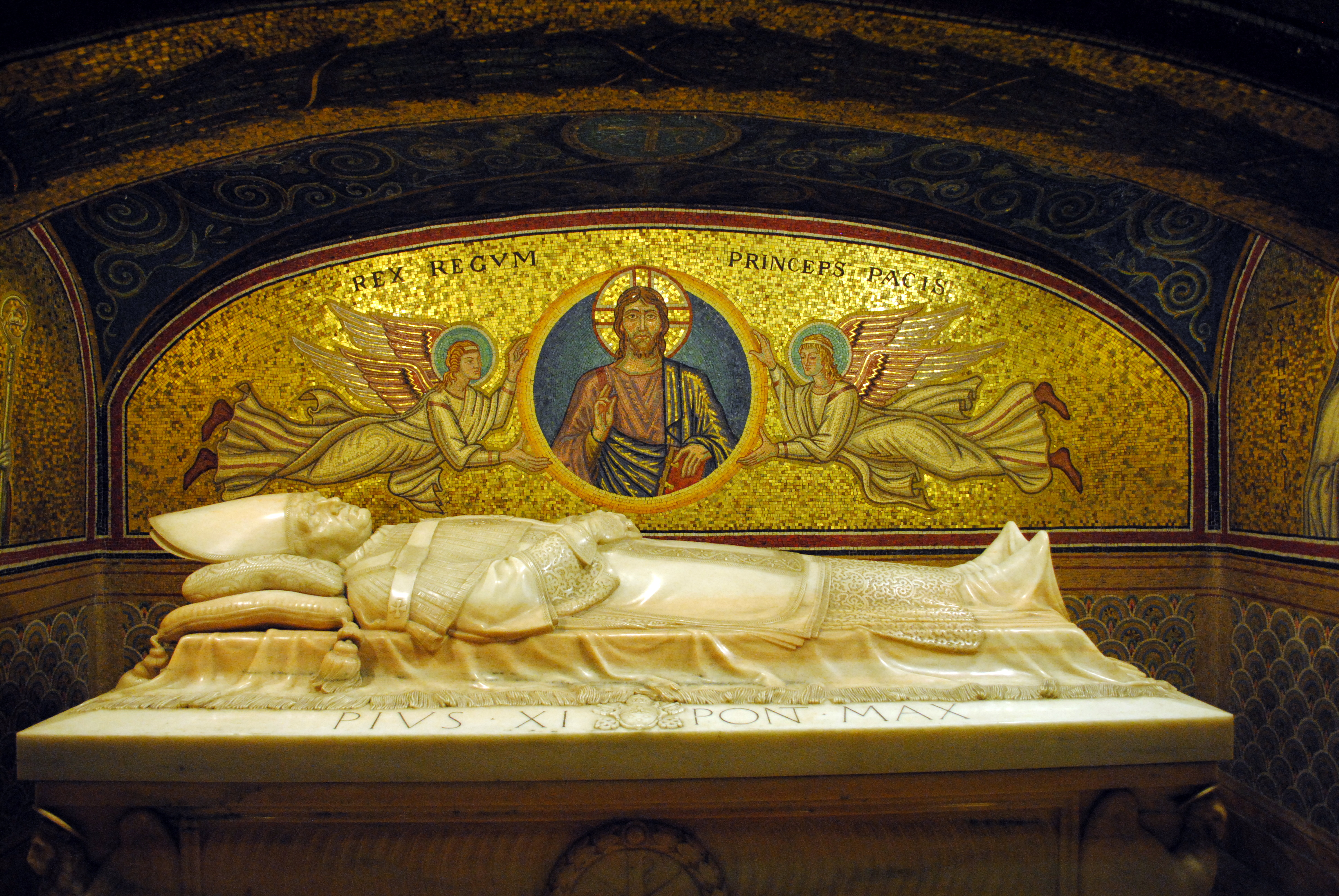
Grabmal in der Gruft des Petersdoms

Nach seinem Tode wurde der Leichnam des Papstes in die Sixtinische Kapelle überführt und dort aufgebahrt. Seinem Wunsch entsprechend blieb er zunächst einige Stunden unter dem Gemälde Michelangelos vom Jüngsten Gericht. Am Spätnachmittag des 11. Februar folgte der prunkvolle Trauerzug in die Sakramentenkapelle des Petersdoms, wo der Leichnam für zwei Tage aufgebahrt blieb und dem Volk gezeigt wurde. Nach dem feierlichen Totenamt am 14. Februar 1939 wurde die Bahre vor dem Papstaltar aufgestellt und der Leichnam anschließend in einen dreifachen Sarg gelegt: zunächst in einen Zypressensarg, dieser in einen Bleisarg mit einem Kreuz am Kopfende, einem mittigen Totenkopf mit zwei gekreuzten Gebeinen sowie am Fußende mit einer Tafel mit den Lebensdaten des Papstes und dem Papstwappen. Dieser Bleisarg wurde schließlich von einem Ulmensarg umschlossen.
Seine letzte Ruhe fand Pius XI., wie er es am 31. Mai 1927 testamentarisch verfügt hatte,

„Ich verfüge mit ausdrücklichem Wunsche, dass meine sterbliche Hülle - unangetastet - neben Pius X. beigesetzt werde, der mich in die Vatikanische Bibliothek berief, unweit der Ruhestätte Benedikts XV., der mich kurz vor seinem Tode auf den Stuhl des hl. Ambrosius und des hl. Karl Borromäus und in das Heilige Kardinalskollegium berief. Die Menschenmengen, die nicht aufhören werden, an ihren Grabstätten zu beten, werden (dessen sind Wir gewiss), einen Gedanken und eine Fürbitte auch für ihren unwürdigen Nachfolger haben. In manus tuas, Domine, commendo spiritum meum. Pius PP. XI.“

in den Vatikanischen Grotten neben Pius X.
1941 wurde die Grabnische aufwändig neu gearbeitet. Der Sarkophag stammt von Giannino Castiglioni und wurde, wie der Mailänder Dom aus Marmor aus Candoglia gefertigt. Das Mosaik wurde nach einem Entwurf von Pietro D’Achiardi in den Vatikanischen Werkstätten geschaffen. In der Mitte der Nische findet sich jetzt eine Christusabbildung mit zwei Engeln. Im Hintergrund ist der Schriftzug Rex Regum Princeps Pacis eingelassen.

## Trivia
Papst Pius XI. war am 12. Februar 1931 der erste Kirchenführer der Geschichte, der über das Radio zur ganzen Welt sprach.
Alpenvereine und Bergsteigervereinigungen in aller Welt bedachten den Bergsteiger-Papst mit zahlreichen Auszeichnungen − und auch Benennungen. In Chile wurde der größte Gletscher Patagoniens nach Pius XI. benannt, der Brüggen-Gletscher, der im Spanischen El Glaciar Pio XI heißt. Die Weißkugelhütte im Südtiroler Teil der Ötztaler Alpen heißt im Italienischen „Rifugio Pio XI alla Palla Bianca“.
Als 1937 in Rom Gerüchte über bevorstehende Luftangriffe kursierten und man dem Papst nahelegte, einen Zufluchtsort zu bestimmen, soll er geantwortet haben: „Entweder schützt die Peterskuppel den Papst oder niemand. Ich gehe nicht hinunter. Ich vertraue auf Gott.“
Wegen einer Erkrankung im Jahr 1938 erhielt der Papst ein Geschenk von mehreren Flaschen Wein aus Karthago. Er verfügte, dass zwei Flaschen dieses Weines aufgehoben werden sollten, „für meinen Nachfolger im Jahre 2000“. Johannes Paul II. behielt aber im Jahr 2000 nur eine der Flaschen für sich und schenkte die andere dem im Geburtshaus von Pius XI. in Desio befindlichem Museum.

## Werke (Auswahl)
- Antrittsenzyklika Ubi arcano Dei, 23. Dezember 1922. Über den Frieden Christi im Reiche Christi (Anregung zur Katholischen Aktion)
- Apostolisches Rundschreiben Rerum Ecclesiae, 28. Februar 1926. Über Pflicht und Art der Förderung der Heiligen Missionen.
- Apostolisches Rundschreiben Rite expiatis, 30. April 1926. Über den heiligen Franziskus von Assisi zu seinem 700. Todestag.
- Apostolisches Rundschreiben Mortalium animos, 6. Januar 1928. Über die Pflicht zur Sorge um die echte Einheit in der Religion.
- Apostolisches Rundschreiben Casti connubii, 31. Dezember 1930. Über die christliche Ehe in Hinsicht auf die gegenwärtigen Verhältnisse, Bedrängnisse, Irrtümer und Verfehlungen in Familie und Gesellschaft.
- Apostolisches Rundschreiben Ingravescentibus malis, 29. September 1937. Über das Gebet des Rosenkranzes als Zuflucht der Kirche.

Giovanni Bobba, Francesco Mauro: (Hrsg.) Alpine Schriften des Priesters Dr. Achille Ratti (heute S. H. Papst Pius XI). Gesammelt und herausgegeben zum fünfzigjährigen Jubiläum der Sektion Mailand des Club Alpino Italiano MCMXXIII., Berlin 1925